# Rafał Baniak
Rafał Baniak (ur. 12 lutego 1976 w Myślenicach) – polski ekonomista, urzędnik i działacz gospodarczy, w latach 2004–2005 podsekretarz stanu w Ministerstwie Polityki Społecznej, w latach 2007–2011 podsekretarz stanu w Ministerstwie Gospodarki, w latach 2011–2015 podsekretarz stanu w Ministerstwie Skarbu Państwa, w latach 2022–2023 Prezes Zarządu organizacji Pracodawcy Rzeczypospolitej Polskiej.

## Życiorys
Ukończył studia wyższe na Wydziale Ekonomii i Stosunków Międzynarodowych Akademii Ekonomicznej w Krakowie. W latach 2002–2003 pełnił funkcję doradcy Ministra Pracy i Polityki Społecznej. W okresie 2003–2004 był radcą wiceprezesa Rady Ministrów oraz p.o. dyrektora sekretariatu wiceprezesa Rady Ministrów Jerzego Hausnera.
Od 14 maja 2004 do 17 listopada 2005 zajmował stanowisko podsekretarza stanu w Ministerstwie Polityki Społecznej.
W 2006 został dyrektorem w Polskiej Konfederacji Pracodawców Polskich „Lewiatan”, a następnie doradcą prezydenta „Lewiatana” i zastępcą dyrektora generalnego w Konfederacji Pracodawców Polskich.
17 grudnia 2007 roku objął stanowisko podsekretarza stanu w Ministerstwie Gospodarki. 1 grudnia 2011 roku objął tożsame stanowisko w Ministerstwie Skarbu Państwa. 10 czerwca 2015 r. premier Ewa Kopacz poinformowała na konferencji prasowej, że przyjęła jego dymisję, którą polityk złożył w wyniku tzw. afery podsłuchowej.
Po odejściu z rządu objął stanowisko wiceprezydenta wykonawczego Pracodawców Rzeczypospolitej Polskiej. W październiku 2015 r. z ramienia tej organizacji powołany w skład nowo powstałej Rady Dialogu Społecznego. Został też członkiem Rady Fundacji Promocja Polska. W styczniu 2022 r. został wybrany na Prezesa Zarządu Pracodawców RP.
W 2023 r. zrezygnował z tej funkcji w związku z aresztowaniem przez Sąd Rejonowy Katowice-Wschód jako oskarżonego o przestępstwa m.in. tzw. zbrodni z VAT i prania pieniędzy.
Oprócz R. Baniaka aresztowano m.in. Włodzimierza Karpińskiego, dawnego ministra Skarbu Państwa w rządzie Ewy Kopacz i prezesa Miejskiego Przedsiębiorstwa Oczyszczania w Warszawie.
Po latach ujawniono, że odbył osiem bądź dziesięć zarejestrowanych stosunków płciowych w lokalach Sowa & Przyjaciele oraz Amber Room, a sprawa ma związek ze skandalem związanym z tymi lokalami.
Związany z Platformą Obywatelską.